# King William County
King William County ist ein County im Bundesstaat Virginia der Vereinigten Staaten. Bei der Volkszählung im Jahr 2020 hatte das County 17.810 Einwohner und eine Bevölkerungsdichte von 24,9 Einwohner pro Quadratkilometer. Der Verwaltungssitz (County Seat) ist King William. Das County gehört zu den Dry Countys, was bedeutet, dass der Verkauf von Alkohol eingeschränkt oder verboten ist.

## Geographie
King William County liegt im Nordosten von Virginia und hat eine Fläche von 740 Quadratkilometern, wovon 26 Quadratkilometer Wasserfläche sind. Es grenzt im Uhrzeigersinn an folgende Countys: King and Queen County, New Kent County, Hanover County und Caroline County.

## Geschichte
Gebildet wurde es 1702 aus Teilen des King and Queen County. Benannt wurde es nach Wilhelm III., König von England, Schottland und Irland. Das Bezirksgerichtsgebäude, erbaut 1725, ist das älteste Gerichtsgebäude in den USA, das kontinuierlich benutzt wurde.

## Demografische Daten

Alterspyramide des King William County

Nach der Volkszählung im Jahr 2000 lebten im King William County 13.146 Menschen in 4.846 Haushalten und 3.784 Familien. Die Bevölkerungsdichte betrug 18 Einwohner pro Quadratkilometer. Ethnisch betrachtet setzte sich die Bevölkerung zusammen aus 73,81 Prozent Weißen, 22,81 Prozent Afroamerikanern, 1,54 Prozent amerikanischen Ureinwohnern, 0,37 Prozent Asiaten und 0,33 Prozent aus anderen ethnischen Gruppen; 1,15 Prozent stammten von zwei oder mehr Ethnien ab. 0,91 Prozent der Bevölkerung waren spanischer oder lateinamerikanischer Abstammung.
Von den 4.846 Haushalten hatten 36,4 Prozent Kinder und Jugendliche unter 18 Jahre, die bei ihnen lebten. 63,9 Prozent waren verheiratete, zusammenlebende Paare, 10,2 Prozent waren allein erziehende Mütter, 21,9 Prozent waren keine Familien, 18,3 Prozent waren Singlehaushalte und in 7,6 Prozent lebten Menschen im Alter von 65 Jahren oder darüber. Die Durchschnittshaushaltsgröße betrug 2,69 und die durchschnittliche Familiengröße lag bei 3,06 Personen.
Auf das gesamte County bezogen setzte sich die Bevölkerung zusammen aus 26,1 Prozent Einwohnern unter 18 Jahren, 5,9 Prozent zwischen 18 und 24 Jahren, 31,5 Prozent zwischen 25 und 44 Jahren, 24,8 Prozent zwischen 45 und 64 Jahren und 11,7 Prozent waren 65 Jahre alt oder darüber. Das Durchschnittsalter betrug 37 Jahre. Auf 100 weibliche Personen kamen 96,9 männliche Personen. Auf 100 Frauen im Alter von 18 Jahren oder darüber kamen statistisch 93,9 Männer.

Das jährliche Durchschnittseinkommen eines Haushalts betrug 49.876 USD, das Durchschnittseinkommen der Familien betrug 54.037 USD. Männer hatten ein Durchschnittseinkommen von 34.616 USD, Frauen 25.578 USD. Das Prokopfeinkommen betrug 21.928 USD. 4,4 Prozent der Familien und 5,5 Prozent der Bevölkerung lebten unterhalb der Armutsgrenze. Davon waren 6,0 Prozent Kinder oder Jugendliche unter 18 Jahre und 9,0 Prozent waren Menschen über 65 Jahre.